# Хаббал, Шадия
Шадия Рифаи Хаббал (араб. شادية رفاعي حبال‎, англ. Shadia Rifa'i Habbal) — американская учёная-астроном сирийского происхождения, астрофизик, специализирующаяся на физике космической плазмы. Её исследования сосредоточены на физике Солнца, в том числе на солнечном ветре и солнечных затмениях. Ныне заведует кафедрой в Институте астрономии Гавайского университета.

## Образование
Она родилась под именем Шадия Наим Рифаи в городе Хомс, где закончила среднее образование, и поступила в Дамасский университет, где получила степень бакалавра по физике и математике. Она получила степень магистра физики в Американском университете Бейрута, а затем степень доктора философии в Университете Цинциннати.

## Карьера
Завершив годичный срок обучения в Национальном центре атмосферных исследований (1977—1978), она присоединилась к Центру астрофизики Гарварда и Смитсоновского института, где создала исследовательскую группу по солнечно-земной физике. Она проработала там с 1978 до 2000 года. Паралелльно Хаббал также стала профессором солнечно-земной физики в Институте математических и физических наук Уэльского университета в Аберистуите, а в период с 1995 по 2000 год была преподавателем в Гарвардском университете.
В 2002 году она была назначена редактором раздела космической физики журнала Journal of Geophysical Research. Профессор Хаббал является членом многих профессиональных организаций, включая Американское астрономическое общество, Международный астрономический союз, Гавайский институт астрономии, а также Королевское астрономическое общество.

## Исследования
Профессор Хаббал сосредоточилась на происхождении и эволюции солнечного ветра, солнечных магнитных полей и поляриметрических наблюдениях затмений. Она возглавляла более дюжины экспедиций по наблюдению за солнечными затмениями, посетив такие места, как Индия (1995), Гваделупа (1998), Китай (2008), Французская Полинезия (2010), США (2017), Австралия (2023) и США (2024), спонсируемые Национальным научным фондом и НАСА.
Хаббал возглавляла группу Гавайского института астрономии, которая совместно с НАСА принимала участие в наблюдении солнечной короны во время затмений в 2006, 2008 и 2009 годах. Она также сыграла ключевую роль в создании космического аппарата NASA Parker Solar Probe, который был запущен в 2018 году и стал первым космическим аппаратом, вошедшим в солнечную корону. Совместно с чешскими коллегами применяла новые методы визуализации во время солнечных затмений для изучения в деталях магнитных структур и плазмы Солнца. Их исследования выявили критически важные связи между протуберанцами и корональными выбросами массы, что продвинуло наше понимание динамической атмосферы Солнца.
Профессор Хаббал разработала инновационные способы наблюдения затмения, включая бортовую систему стабилизации судна для наблюдения за затмением в Антарктиде в 2021 году (финансируемого NSF) и платформу на основе воздушного змея, впервые испытанную во время наблюдения за затмением в Австралии в 2023 году (финансируемого NASA). Она возглавила кампанию по подготовке к солнечному затмению в США в 2024 году, включающую наблюдения на земле, с помощью воздушного змея и с самолета-исследователя NASA WB-57.

## Награды и отличия
- Пионер, Фонд арабской мысли, декабрь 2004 г.
- Сертификат приглаш`нного профессора от Китайского университета науки и технологий, Хэфэй, 4 сентября 2001 г.
- Премия NASA Group Achievement Award, команда Spartan 201 White Light Coronagraph, Вашингтон, округ Колумбия, 14 августа 2000 г.
- Премия за серию лекций для женщин-искателей приключений, Комитет женской программы Гарвард-Смитсоновского центра астрофизики, 8 июня 1998 г.
- Почетная грамота за выдающиеся заслуги и поддержку — Гарвард-Смитсоновский центр астрофизики, 19 декабря 1997 г.
- Почетная грамота за выдающиеся заслуги — Национальный исследовательский совет, Совет по атмосферным наукам и климату, 1996 г.
- Сертификат о награждении в знак признания особых достижений, отражающих высокий уровень достижений, Смитсоновский институт, 25 июля 1993 г.

## Избранные публикации
- Hrazdíra Z., Druckmüller M., Habbal S. Measuring Solar Differential Rotation with an Iterative Phase Correlation Method (англ.) // The Astrophysical Journal: Supplement Series — AAS, 2020. — Vol. 252, Iss. 1. — P. 6. — ISSN 0067-0049; 1538-4365 — doi:10.3847/1538-4365/ABC702
- Boe B., Habbal S., Druckmüller M. Coronal Magnetic Field Topology from Total Solar Eclipse Observations (англ.) // The Astrophysical Journal / E. Vishniac — IOP Publishing, 2020. — Vol. 895, Iss. 2. — P. 123. — ISSN 0004-637X; 1538-4357 — doi:10.3847/1538-4357/AB8AE6 — arXiv:2004.08970
- Hrazdíra Z., Druckmüller M., Habbal S. Iterative Phase Correlation Algorithm for High-precision Subpixel Image Registration (англ.) // The Astrophysical Journal: Supplement Series — AAS, 2020. — Vol. 247, Iss. 1. — P. 8. — ISSN 0067-0049; 1538-4365 — doi:10.3847/1538-4365/AB63D7
- Boe B., Habbal S., Druckmüller M., Ding A., Hodérova J., Štarha P. CME-induced Thermodynamic Changes in the Corona as Inferred from Fe xi and Fe xiv Emission Observations during the 2017 August 21 Total Solar Eclipse (англ.) // The Astrophysical Journal / E. Vishniac — IOP Publishing, 2020. — Vol. 888, Iss. 2. — P. 100. — ISSN 0004-637X; 1538-4357 — doi:10.3847/1538-4357/AB5E34 — arXiv:1911.11222
- Sigernes F., Ellingsen P. G., Partamies N., Syrjäsuo M., Brekke P., Holmen S. E., Danielsen A., Olsen B., Chen X., Dyrland M. et al. Video cascade accumulation of the total solar eclipse on Svalbard 2015 (англ.) // Geoscientific instrumentation, methods and data systems — Copernicus Publications, 2017. — Vol. 6, Iss. 1. — P. 9—14. — ISSN 2193-0856; 2193-0864 — doi:10.5194/GI-6-9-2017